# Loza (Észak-plzeňi járás)
Loza település Csehországban, az Észak-plzeňi járásban. Loza Horní Bělá, Dolní Bělá, Mrtník, Bučí, Plasy, Líté és Dražeň településekkel határos. Lakosainak száma 262 fő (2024. január 1.).

## Népesség
A település lakosságának változását az alábbi diagram mutatja:
| Lakosok száma | 511  | 357  | 367  | 285  | 268  | 259  | 252  | 262  | 261  | 262  |
|               | 1869 | 1900 | 1921 | 1961 | 1980 | 2011 | 2016 | 2019 | 2021 | 2024 |